# Estação Donlands
Donlands é uma estação do metrô de Toronto, localizada na linha Bloor-Danforth. Localiza-se no cruzamento da Danforth Avenue com a Donlands Avenue. Donlands possui um terminal de ônibus integrado, que atende a duas linhas de superfície do Toronto Transit Commission. O nome da estação provém da Donlands Avenue, a principal rua norte-sul servida pela estação.